# Антоній Бланк
Ян Антоній Бланк (пол. Jan Antoni Blank, 6 травня 1785, Ольштин — 20 лютого 1844, Варшава) — польський художник класицизму.

## Біографія

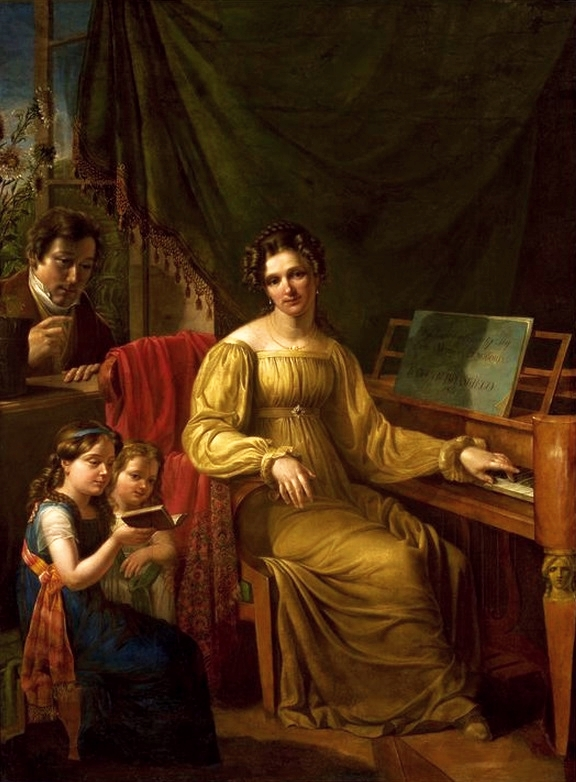
Автопортрет із сім'єю (1825)

Антоній Бланк народився 6 травня 1785 року в Ольштині в сім'ї ремісників. У віці 15 років почав навчатися у Варшаві живопису і наукам у художника Юзефа Косинського. Жив у Варшаві до 1809 року, потім поїхав до Дрездену, де навчався в австрійського живописця Йозефа Грассіга. 
1815 року, повернувшись до Варшави, працював на відливанні гіпсових форм і викладав малюнок на відділенні витончених мистецтв у Варшавському університеті. 
Із 1819 року — професор Варшавського університету. Був учителем таких художників, як Рафаїл Гадзевич, Ян Фелікс Пиварський, Антонія й Тадеуша Бродовських, Януарія Суходольського. Після закриття в 1831 році Варшавського університету художник читає лекції приватним чином і знову займається гіпсовими фігурами.
Антоній Бланк, який зазвичай підкреслював своє повне ім'я — Ян Антоній Бланк-Бялецький, писав картини з історичної тематики, портрети (враховуючи мініатюри) представників різних верств суспільства — аристократів, міщан, селян. Також створював полотна на міфологічні та релігійні сюжети, останні — на замовлення церкви. Організатор художніх виставок у Варшаві та в палаці Неборова. У його роботах відчувається вплив німецького стилю бідермаєр.